# Palazzo Miradois

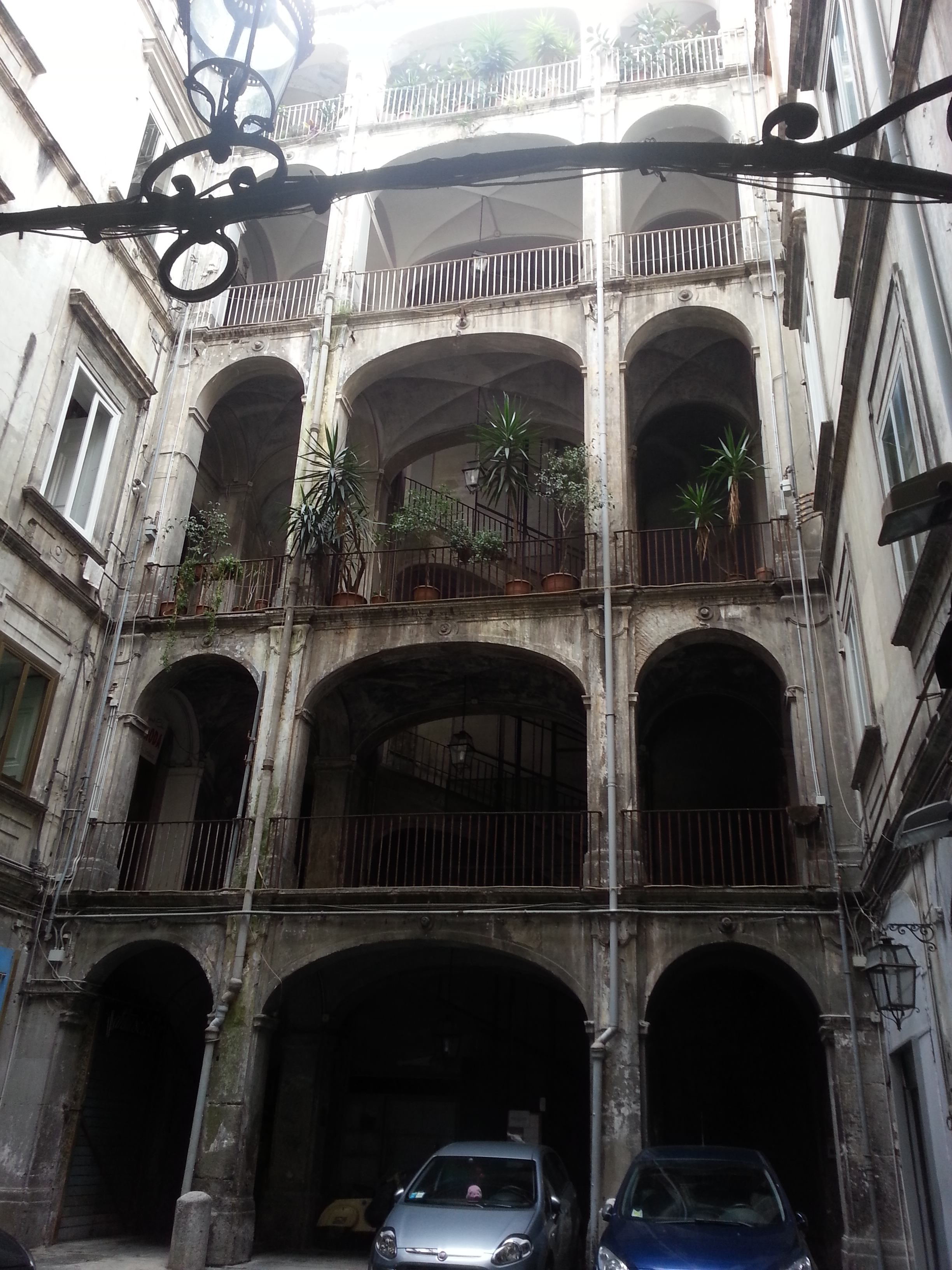
Palazzo Miradois in Neapel: Innenhof und offene Treppe

Der Palazzo Miradois  ist ein Palast aus dem 16. Jahrhundert im Viertel San Lorenzo in Neapel in der italienischen Region Kampanien. Er liegt in der Via Duomo, 152, gegenüber der Kathedrale.

## Geschichte und Beschreibung
In den Palast integriert und heute noch gut sichtbar sind Teile der spätmittelalterlichen Kirche Santo Stefanello, die das Vestibül des Palastes bilden.
Das Gebäude mit Innenhof ist schon auf der Karte von Antonio Lafreri aus dem Jahre 1566 zu erkennen, die im Museo di San Martino aufbewahrt wird. Im 16. Jahrhundert gehörte der Palast der Familie Miranois (oder Miradois), Adlige und Juristen aus Neapel, Lehensherrn von Molinara und Albanella, die dem spanischen Hof des Vizekönigs sehr nahestanden. Die Familie besaß auch ein Wohnhaus auf dem Hügel von Capodimonte (Das Gebäude wurde im 18. Jahrhundert zur Villa La Riccia) in der Nähe der Sternwarte, wie aus dem aktuellen Stadtplan hervorgeht (Salita Miradois).
Über die Jahrhunderte wurden an dem Palast Änderungen und Einschlüsse vorgenommen; darunter ist die wertvolle, offene Treppe aus dem 18. Jahrhundert, die im bereits ursprünglich vorhandenen Innenhof eingebaut wurde, bemerkenswert. Man gelangt durch das Vestibül, das durch doppelte Kreuzgewölbedecken mit hängenden Kapitellen aus dem 14. Jahrhundert von der abgerissenen Kirche – ein seltenes Beispiel gotischer Architektur in Neapel – gekennzeichnet ist, in diesen Innenhof.
Der Bau der Via Duomo im 19. Jahrhundert führte nicht zu irgendwelchen Veränderungen an dem Gebäude, anders als beim benachbarten Palazzo Como aus dem 15. Jahrhundert, der im Sinne einer Anastylose wiederaufgebaut wurde.
Der Palast befindet sich in recht gutem Erhaltungszustand und 2014 wurden an der Fassade und im Vestibül Restaurierungsarbeiten durchgeführt, aber der Innenhof und das Treppenhaus bedürfen noch ähnlicher Arbeiten. Der dort vorhandene Aufzug (der nicht dem Eigentümer der Immobilie, sondern einigen Eigentümern der Wohnungen gehört) wurde 1955 installiert. Obwohl der Palast in einzelne Wohnungen aufgeteilt wurde, gibt es dort auch noch heute einige Decken, die mit Fresken versehen sind, die auf das 18. Jahrhundert zurückzuführen sind.
Im zweiten Stock war in den 1980er-Jahren das Büro für Staatsexamen der Universität Neapel Federico II untergebracht.
Die Restaurierung des Eingangsportales im Jahre 2014 hat, eingraviert auf den Pfeilern, das doppelte „R“ zutage gefördert, das den Gebäuden der Reale Riserva der Residenzen der Krone vorbehalten war. Der Palast war in der Zeit der Bourbonen ein Gästehaus für durchreisende Adlige und Honoratioren in der Hauptstadt des Königreiches (L.Ahora Paz).

## Bildergalerie

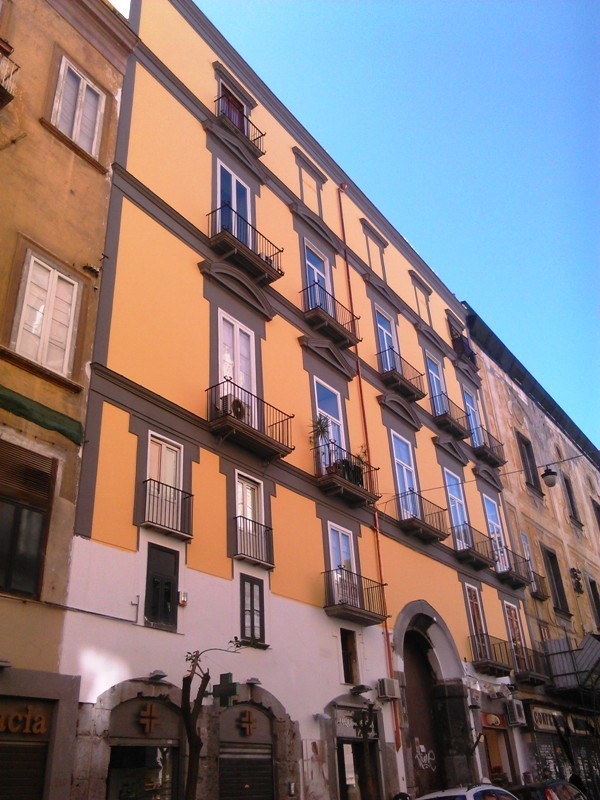
Fassade des Palastes zur ‚‘Via Duomo‘‘
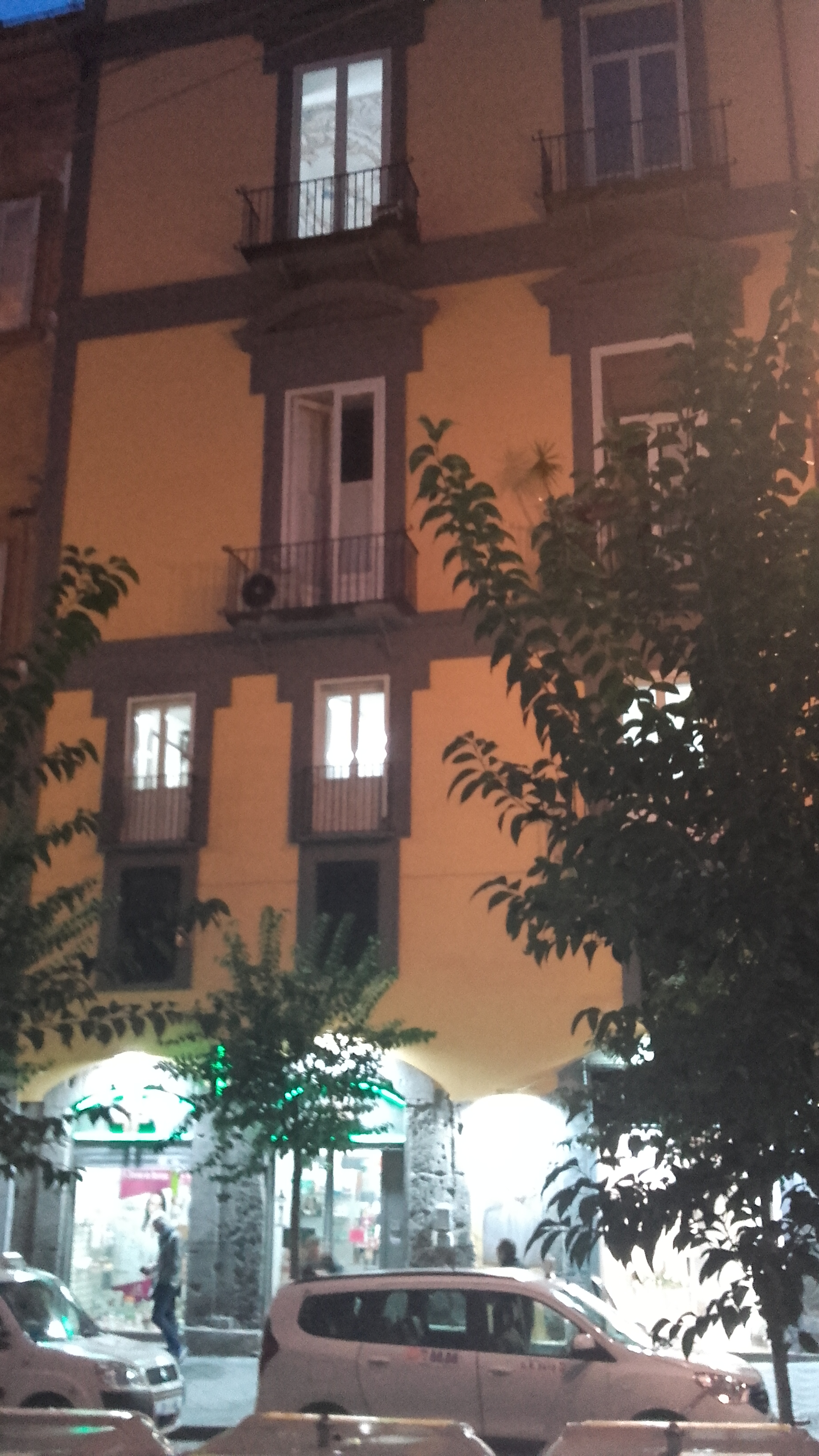
Eine mit Fresken versehene Decke, fotografiert von außen